# Nghịch đảo phép cộng
Trong toán học, nghịch đảo phép cộng của một số a là số mà khi cộng với a cho kết quả 0. Số này cũng được gọi là số đối, số đảo dấu. Đối với số thực, nó đảo dấu của số: số đối của một số dương là số âm, và số đối của một số âm là số dương.  Số 0 là nghịch đảo phép cộng của chính nó.
Số đối của a được đánh dấu bằng dấu trừ: −a. Ví dụ, số đối của 7 là −7, vì 7 + (−7) = 0, và số đối của −0,3 là 0,3, vì −0,3 + 0,3 = 0.
Nghịch đảo phép cộng được định nghĩa như là phần tử nghịch đảo của phép toán hai ngôi - phép cộng, nhằm cho phép việc tổng quát hóa đối với các đối tượng toán học mà không phải là các số. Như đối với mọi phép toán nghịch đảo, việc nghịch đảo hai lần không làm thay đổi đối tượng: −(−x) = x.

## Các ví dụ thông thường

Hai số phức trên, đều là căn bậc 8 của 1, 1^{1/8}, là đối xứng lẫn nhau

Đối với một số và, nói chung, trong mọi vành, nghịch đảo phép cộng có thể được tính bằng cách nhân với -1; đó là, -n = -1 × n. Ví dụ về vành các số là số nguyên, số hữu tỷ, số thực, và số phức.

## Sách tham khảo
- Margherita Barile, "Additive Inverse" từ MathWorld.